# Un peu de moi
Albums de Lynda
Papillon
(2020)
Singles
1. Fini d'espérer
Sortie : 25 novembre 2022
2. La belle époque
Sortie : 3 mars 2023
3. Câlin (feat. Soolking)
Sortie : 1er mai 2023
4. Le cœur ou la raison
Sortie : 17 mai 2023
5. Mon choix (feat. Soprano)
Sortie : 25 août 2023
6. Au suivant
Sortie : 27 octobre 2023
7. Beau parleur
Sortie : 9 février 2024

Un peu de moi est le deuxième album studio de la chanteuse française Lynda sorti le 28 avril 2023 sur le label Polydor,.
Une réédition de l'album sous le nom de Un peu de moi (Pt. 2) est sortie le 9 février 2024.

## Présentation
Il contient 18 titres, dont deux featurings, avec Soprano et Soolking. L'album se classe dès sa sortie à la neuvième place du classement français.
L'album a été précédé par la sortie en single de deux de ses chansons : Fini d'espérer et La belle époque.
La réédition, contient 6 nouveaux titres.

## Promotion

### Singles
Fini d'espérer sert de premier single extrait de l'album et sort avant l'album, le 25 novembre 2022 et se classe à la trentième place du Top Singles à sa sortie. Le deuxième single, La belle époque, sort le 3 mars 2023.
Le troisième single extrait, intitulé Câlin en collaboration avec le chanteur français Soolking, sort le 1er mai 2023.
La chanson Le cœur ou la raison devient officiellement le quatrième single accompagné d'un clip, le 17 mai 2023. Il se hisse à sa sortie à la quatre-vingtième place du Top Singles.
Le quatrième single extrait, intitulé Mon choix en featuring avec Soprano, sort le 25 août 2023 et par la même occasion, elle annonce le premier album.
Le 27 octobre 2023, elle sort le single Au suivant se hissant à la soixante-treizième place du Top Singles.
Le jour de la sortie de la réédition, elle dévoile le clip du titre Beau parleur.

## Listes des pistes
| 1.  | Solo                      | Lynda           | Lynda, Mehdi Nine        | 3:19 |
| 2.  | Dans la légende           | Lynda           | Lynda, Nass Brans        | 3:13 |
| 3.  | La belle époque           | Lynda           | Lynda, Djaresma          | 2:52 |
| 4.  | C'est la vie              | Lynda           | Lynda, Koston            | 3:17 |
| 5.  | Mon choix (feat. Soprano) | Lynda, Soprano  | Djaresma, Koston         | 2:54 |
| 6.  | Le cœur ou la raison      | Lynda           | Lynda, Bujaa Beats       | 3:27 |
| 7.  | Quitter la maison         | Lynda           | Lynda, Djaresma          | 2:33 |
| 8.  | Câlin (feat. Soolking)    | Lynda, Soolking | Lynda, Bersa, Nass Brans | 2:46 |
| 9.  | Parano                    | Lynda           | Lynda, Mehdi Nine        | 3:25 |
| 10. | La vie continue           | Lynda           | Lynda, Bersa             | 2:54 |
| 11. | Courageuse                | Lynda           | Lynda, Djaresma          | 2:41 |
| 12. | Petit frère               | Lynda           | Lynda, Koston            | 3:02 |
| 13. | Fini d'espérer            | Lynda           | Lynda, Koston            | 3:28 |
| 14. | Un peu de moi             | Lynda           | Lynda, Nicolas Romano    | 3:45 |

| Bonus Tracks | Bonus Tracks                    | Bonus Tracks | Bonus Tracks      | Bonus Tracks | Bonus Tracks | Bonus Tracks | Bonus Tracks | Bonus Tracks | Bonus Tracks |
| No           | Titre                           | Auteur       | Compositeur(s)    | Durée        |              |              |              |              |              |
| ------------ | ------------------------------- | ------------ | ----------------- | ------------ | ------------ | ------------ | ------------ | ------------ | ------------ |
| 15.          | Oublier (Bonus Fleur d'Oranger) | Lynda        | Lynda, Bersa      | 2:48         |              |              |              |              |              |
| 16.          | Tu me veux (Bonus Citron)       | Lynda        | Lynda, Koston     | 2:44         |              |              |              |              |              |
| 17.          | Ma vie (Bonus Amande)           | Lynda        | Lynda, Nass Brans | 3:07         |              |              |              |              |              |
| 18.          | Perdue (Bonus Café)             | Lynda        | Lynda, Mehdi Nine | 2:52         |              |              |              |              |              |
| 55:17        |                                 |              |                   |              |              |              |              |              |              |

### Réédition
| Un peu de moi (Pt. 2) | Un peu de moi (Pt. 2)   | Un peu de moi (Pt. 2) | Un peu de moi (Pt. 2)        | Un peu de moi (Pt. 2) | Un peu de moi (Pt. 2) | Un peu de moi (Pt. 2) | Un peu de moi (Pt. 2) | Un peu de moi (Pt. 2) | Un peu de moi (Pt. 2) |
| No                    | Titre                   | Auteur                | Compositeur(s)               | Durée                 |                       |                       |                       |                       |                       |
| --------------------- | ----------------------- | --------------------- | ---------------------------- | --------------------- | --------------------- | --------------------- | --------------------- | --------------------- | --------------------- |
| 1.                    | Beau parleur            | Lynda                 | Lynda, Nassbrans             | 2:52                  |                       |                       |                       |                       |                       |
| 2.                    | Au suivant              | Lynda                 | Lynda, Nassbrans, Prodweiler | 3:19                  |                       |                       |                       |                       |                       |
| 3.                    | Mentalité 0             | Lynda                 | Lynda, Bujaa Beats           | 2:25                  |                       |                       |                       |                       |                       |
| 4.                    | Mama                    | Lynda                 | Lynda, Bersa                 | 3:12                  |                       |                       |                       |                       |                       |
| 5.                    | De l'amour à l'habitude | Lynda                 | Lynda, Bersa                 | 3:44                  |                       |                       |                       |                       |                       |
| 6.                    | Beyna                   | Lynda                 | Lynda, Prodweiler            | 2:37                  |                       |                       |                       |                       |                       |
| 1:13:00               |                         |                       |                              |                       |                       |                       |                       |                       |                       |

## Clips vidéo
- Fini d'espérer : 2 décembre 2022
- La belle époque : 13 mars 2023
- Le cœur ou la raison : 17 mai 2023
- Mon choix (feat. Soprano) : 25 août 2023
- Au suivant : 27 octobre 2023
- Beau parleur : 9 février 2024

## Classements et certifications

### Classements hebdomadaires
| Classements (2022-2023)      | Meilleure position |
| ---------------------------- | ------------------ |
| France (SNEP)                | 9                  |
| Belgique (Wallonie Ultratop) | 53                 |

### Certification
| Région                                                                                                 | Certification | Ventes/Streams |
| --- | ------------- | -------------- |
| France (SNEP)                                                                                          | Or            | 50 000*        |
| *Ventes selon la certification ^Mise en rayon selon la certification xNon précisé par la certification |               |                |

### Titres certifiés en France
- Fini d'espérer  Or[13] (19 septembre 2024)